# کویر حاج علی‌قلی
کویر حاج علی‌قلی (کویر دامغان، کویر چاه جم) کویر و نمکزاری در جنوب شرقی دامغان است. گسترهٔ این کویر از کوه آهواند در شرق تا روستای حسن‌آباد  در غرب است. کوه‌های ترکمن‌گدار، خرس و دولت‌دیار در کرانهٔ جنوبی، و کوه پنج و سرخ‌کوه در کرانهٔ جنوب غربی این کویر جای‌دارند. رود فصلی کر از جنوب غرب به سوی دریاچهٔ نمک سرازیر می‌شود. در فصول بارندگی ایجاد دریاچه فصلی جلوه بسیار زیبایی داشته و گردشگران زیادی را به خود جذب می‌کند.
این کویر با مساحت ۲۳۹۱ کیلومتر مربع دارای %۴۷ پهنهٔ رسی، %۳۴ پهنهٔ باتلاقی و %۱۹ آن نیز نمکزار است.
وجه تسمیه این بخش از کویر روایتیست که سینه به سینه از گذشتگان نقل شده است. حاج علی قلی هراتی شریف‌آبادی در دوره ناصرالدین شاه در مسیردامغان، جندق، اردکان، یزد به کار تجارت مشغول بوده است. مسیر حرکت کاروان‌های تجاری به دلیل وجود دریاچه نمک و باتلاقی بودن زمین‌ها بسیار دشوار و مجبور بودند دریاچه را دور بزنند و در بیابان برهوت مسیر خودرا ده‌ها کیلومتر دور نمایند. بالاخره حاج علی قلی و همراهان در برگشت از یکی از سفرهای تجاری نزدیک دریاچه توقف نمودند آنگاه حاج علی قلی تصمیم گرفت مسیر کوتاه تری را در دریاچه نمک یا اطراف آن پیداکند؛ لذا تصمیم خودرا با کاروانیان مطرح نمود لاکن همگی با اومخالفت کردند درنتیجه کاروان به راه خود درمسیر همیشگی به سمت دامغان حرکت کرد اما حاج علی قلی به تنهایی با ۳ نفر شتر به امید پیداکردن مسیر میانبر وارد دریاچه نمک شد. سرانجام توانست راه میانبر رااز مسیر دریاچه به سمت روستای حسن‌آباد و شریف‌آباد پیداکند درحالی ک دونفر از شتران همراه او دربین راه در باتلاق فرورفتند. این مسیر به لحاظ نزدیکتر بودند مورد استقبال تجار و کاروانیان قرار گرفت و از همان زمان به نام کویر حاج علی قلی معروف و مشهور شد به نحوی که در اطلس‌های جغرافیایی و نقشه‌های سرزمینی این بخش از کویر مرکزی به نام کویرحاج علی قلی ثبت گردیده است. نوادگان حاج علی قلی هراتی شریف‌آبادی هم‌اکنون با شهرت‌های هراتی، هراتیان، حیدری‌هایی، عزآبادی در شهرستان دامغان به ویژه روستای عبدیا ساکن می‌باشند.
عمیق‌ترین منطقه این کویر در قسمت مرکزی و جنوب شرقی قرار دارد و معروفترین رودی که به این کویر می‌ریزد رود فصلی کر است. زمین‌های این کویر پوشیده از پلتفرم‌های نمکی چندوجهی است و زمین‌های اطراف آن باتلاقی با درصد چسبندگی متوسط می‌باشند. از کویرهای نزدیک به این منطقه می‌توان به دق بیارجمند در فاصله ۶۰ کیلومتری در شرق و دشت کویر (کویر بزرگ) در فاصله ۱۰۰ کیلومتری در جنوب نام برد.
راه‌های ورود به منطقه:
مسیر اول و بهترین و نزدیکترین مسیر: از طریق شهر دامغان به روستای حسن‌آباد رفته (بدین طریق که به سمت جاده معلمان حرکت کرده و پس از ۱۵ کیلومتر به سمت جاده روستای حسن‌آباد رانندگی نموده و پس از ۱۰ کیلومتر رانندگی دیگر به روستای حسن‌آباد خواهید رسید) پس از رسیدن به روستای حسن‌آباد و طی مسافت ۹ کیلومتری جاده شوسه به دریاچه و کویر حاج علیقلی خواهید رسید.
مسیر دوم از شهرستان شاهرود به سمت معلمان - و سپس جاده خاکی چاه جم به کوه خرس که از جنوب این کویر می‌گذرد. مسیر دوم مسیر دامغان به معلمان - و سپس جاده خاکی ده فرات به کوه خرس می‌باشد.

## زمین‌چهرها

### دق دوزخی
کوهستان دق دوزخی در جنوب کویر حاج علی‌قلی است. این کوهستان سرچشمهٔ ریزابه‌هایی از رودخانه‌های کُر و دام گُو است. بلندترین قلّهٔ این کوهستان ۱۷۳۱ متر است. شق خُرّم، دولت‌دیار، خورس و ترکمن‌گدار از کوه‌های دق دوزخی‌اند.

### مسیل کر
کر رودی فصلی به درازای ۸۰ کیلومتر است. این رود از ۷۰ کیلومتری دامغان به سوی شمال شرقی روان است. سرچشمهٔ کر در ارتفاع ۱۷۰۰ متری و از کوه‌های کاه‌دان، انجیلو و چاه‌حسینی است. ریزابه‌های این رود همگی فصلی یا مسیل هستند.

### کال شور
کال شور رودی فصلی به درازای ۹۰ کیلومتر است. این رود از کوه چاقندی در ۲۵ کیلومتری جنوب شرقی شاهرود، به سوی جنوب غربی روان است. رودهای کال سیاه، نهر شش‌آسیاب و مارچشمه ریزابه‌های کال شور هستند. این رود در ۱۹ کیلومتری جنوب شرقی دامغان به سوی جنوب و کویر حاج علی‌قلی سرازیر می‌شود.

### رودخانهٔ چشمه علی
َچشمه علی رودی به درازای ۶۵ کیلومتر است. دامغان‌رود و رودخانهٔ آستانه ریزابه‌های چشمه علی هستند. سیلاب این رود در فصل‌های بارانی به کویر حاج علی‌قلی سرازیر می‌شود.

## محوطهٔ چاه جم
یکی از زیستگاه‌های انسان نئاندرتال دوران پارینه‌سنگی است. این محوطه در شش کیلومتری جنوب دامغان آغاز و تا ۸٫۵ کیلومتر به سوی جنوب شرق گسترده شده است.